# غيرت لامبرت
غيرت لامبرت هو محامي وسياسي بلجيكي، ولد في 28 فبراير 1967 في أوستند في بلجيكا. نشط حزبياً في Sociaal-Liberale Partij ‏.

## مناصب
- انتخب نائب عن الجمعية البرلمانية لمجلس أوروبا  [لغات أخرى]‏ لترشحه ضمن قائمة بلجيكا، (23 نوفمبر 2007 – 12 نوفمبر 2010).
- انتخب ممثل الجمعية البرلمانية لمجلس أوروبا [الإنجليزية]‏ لترشحه ضمن قائمة بلجيكا، (25 سبتمبر 2003 – 23 نوفمبر 2007).
- انتخب عضو مجلس الشيوخ البلجيكي ‏.
- انتخب عضو مجلس النواب البلجيكي ‏.